# Polypedates zed
Polypedates zed és una espècie d'amfibi que viu al Nepal i, possiblement també, a l'Índia.